# Ligne de Mátészalka à Záhony
La ligne de Mátészalka à Záhony ou ligne 111 est une ligne de chemin de fer de Hongrie. Elle relie Mátészalka à Záhony.